# أسلام أباد جليل (سبيدار)
أسلام أباد جلیل (بالفارسية: اسلام‌آباد جلیل) هي قرية تقع في إيران في قسم سبیدار الريفي. يقدر عدد سكانها بـ 283 نسمة بحسب إحصاء 2016.